# Ischnoptera pampaconas
Ischnoptera pampaconas es una especie de cucaracha del género Ischnoptera, familia Ectobiidae. Fue descrita científicamente por Caudell en 1913.
Habita en Perú.